# Elecciones vicepresidenciales de Argentina de 1954
Las elecciones vicepresidenciales de Argentina de 1954 tuvieron lugar el domingo 25 de abril del mencionado año, al mismo tiempo que las elecciones legislativas de medio término. Estos comicios, únicos en su tipo, se realizaron con el objetivo de cubrir la vicepresidencia de la Nación, vacante desde el fallecimiento de Hortensio Quijano, que no había llegado a asumir su segundo mandato el 4 de junio de 1952. Fueron las últimas elecciones realizadas durante el segundo mandato de Juan Domingo Perón, que sería derrocado poco más de un año más tarde.
El candidato del oficialista y gobernante Partido Peronista fue Alberto Teisaire, quien de hecho ya ocupaba el segundo lugar en la línea de sucesión presidencial como presidente provisional del Senado. Su principal competidor fue Crisólogo Larralde, de la Unión Cívica Radical (UCR), principal partido de la oposición. Otros cinco partidos presentaron candidaturas, aunque su presencia política en el país era para entonces muy marginal debido al control peronista sobre los medios de comunicación, y a que el radicalismo ocupaba casi la totalidad de los espacios de poder en que aún estuvieran en manos opositoras.
El resultado fue una nueva victoria, aún más aplastante que la de las elecciones de 1951, para el Movimiento Peronista, recibiendo Tessaire el 64.52% de los votos contra el 32.22% de Larralde. En tercer lugar, Benito de Miguel, del Partido Demócrata Nacional (PDN), obtuvo el 1.36%. Alcira de la Peña, del Partido Comunista (PCA) y única mujer contendiente, logró el 1.16% de los votos. En quinto lugar quedó Luciano Molinas, por el Partido Demócrata Progresista (PDP), con el 0.70%. Por último, José Fernando Penelón, del partido Concentración Obrera (CO), obtuvo el 0.04% restante. Con este resultado, Teisaire ostenta el récord de mayor porcentaje de votos logrado por una candidatura individual en una elección libre en la historia electoral argentina. La participación fue del 85.58% del electorado registrado.
Teisaire asumió su cargo el 4 de junio de 1954. Sin embargo, no completó el mandato constitucional ya que fue derrocado, junto con Perón, durante el golpe de Estado de septiembre de 1955.

## Resultados
| Candidato a vicepresidente                | Candidato a vicepresidente | Partido                                      | Votos     | %      |
| ----------------------------------------- | -------------------------- | -------------------------------------------- | --------- | ------ |
|                                           | Alberto Teisaire           | Partido Peronista-Partido Peronista Femenino | 4.994.106 | 64.52  |
|                                           | Crisólogo Larralde         | Unión Cívica Radical                         | 2.493.422 | 32.22  |
|                                           | Benito de Miguel           | Partido Demócrata                            | 105.550   | 1.36   |
|                                           | Alcira de la Peña          | Partido Comunista Argentino                  | 89.624    | 1.16   |
|                                           | Luciano Molinas            | Partido Demócrata Progresista                | 54.054    | 0.70   |
|                                           | José Fernando Penelón      | Concentración Obrera                         | 3.183     | 0.04   |
| Votos positivos                           | Votos positivos            | Votos positivos                              | 7.739.940 | 97.89  |
| Votos en blanco                           | Votos en blanco            | Votos en blanco                              | 152.422   | 1.97   |
| Votos anulados                            | Votos anulados             | Votos anulados                               | 10.952    | 0.14   |
| Participación                             | Participación              | Participación                                | 7.906.858 | 85.58  |
| Abstenciones                              | Abstenciones               | Abstenciones                                 | 1.315.217 | 14.42  |
| Electores registrados                     | Electores registrados      | Electores registrados                        | 9.222.075 | 100.00 |
| Fuente: Elección a vicepresidente de 1954 |                            |                                              |           |        |

## Resultado por distrito
| Distrito            | Teisaire (PJ) | Teisaire (PJ) | Larralde (UCR) | Larralde (UCR) | Otras fuerzas | Otras fuerzas | Votos válidos | Votos válidos | Nulos/Blancos | Nulos/Blancos | Registrados/ Participación | Registrados/ Participación |
| Distrito            | Votos         | %             | Votos          | %              | Votos         | %             | Votos         | %             | Votos         | %             | Registrados/ Participación | Registrados/ Participación |
| ------------------- | ------------- | ------------- | -------------- | -------------- | ------------- | ------------- | ------------- | ------------- | ------------- | ------------- | -------------------------- | -------------------------- |
| Buenos Aires        | 1.470.277     | 63.76%        | 749.847        | 32.52%         | 85.906        | 3.72%         | 2.306.030     | 96.49%        | 44.037        | 3.51%         | 2.648.517                  | 90.24%                     |
| Capital Federal     | 844.890       | 55.24%        | 645.018        | 42.17%         | 39.514        | 2.59%         | 1.529.442     | 98.64%        | 21.011        | 1.36%         | 1.718.757                  | 90.21%                     |
| Catamarca           | 50.756        | 76.68%        | 15.438         | 23.32%         | 0             | 0.00%         | 66.194        | 98.39%        | 1.080         | 1.61%         | 81.771                     | 82.27%                     |
| Córdoba             | 432.735       | 57.40%        | 311.685        | 41.34%         | 9.509         | 1.26%         | 753.929       | 98.13%        | 14.397        | 1.87%         | 907.195                    | 84.69%                     |
| Corrientes          | 138.007       | 66.47%        | 50.241         | 23.59%         | 20.554        | 9.94%         | 212.989       | 98.79%        | 2.508         | 1.21%         | 294.124                    | 73.30%                     |
| Entre Ríos          | 221.324       | 65.74%        | 111.356        | 33.08%         | 3.971         | 1.18%         | 350.513       | 96.94%        | 10.641        | 3.06%         | 440.465                    | 78.85%                     |
| Jujuy               | 54.264        | 84.64%        | 9.847          | 15.36%         | 0             | 0.00%         | 64.111        | 97.43%        | 1.690         | 2.57%         | 79.974                     | 82.28%                     |
| La Rioja            | 38.479        | 78.38%        | 10.608         | 21.61%         | 1             | 0.01%         | 49.091        | 98.59%        | 700           | 1.41%         | 62.279                     | 79.95%                     |
| Mendoza             | 223.172       | 74.03%        | 78.300         | 25.97%         | 0             | 0.00%         | 301.472       | 95.83%        | 13.109        | 4.17%         | 350.184                    | 89.83%                     |
| Salta               | 95.817        | 79.12%        | 25.032         | 20.67%         | 261           | 0.21%         | 121.110       | 97.09%        | 3.634         | 2.91%         | 158.223                    | 78.84%                     |
| San Juan            | 98.916        | 75.02%        | 27.995         | 21.23%         | 4.942         | 3.75%         | 131.853       | 97.43%        | 3.472         | 2.57%         | 149.240                    | 91.06%                     |
| San Luis            | 55.031        | 70.50%        | 14.354         | 18.39%         | 8.673         | 11.11%        | 78.058        | 97.74%        | 1.806         | 2.26%         | 92.201                     | 86.62%                     |
| Santa Fe            | 567.531       | 64.70%        | 244.392        | 27.86%         | 50.798        | 7.44%         | 862.722       | 98.35%        | 14.449        | 1.65%         | 997.491                    | 87.94%                     |
| Santiago del Estero | 147.302       | 79.48%        | 35.323         | 19.06%         | 2.704         | 1.46%         | 185.338       | 98.62%        | 2.601         | 1.38%         | 273.400                    | 68.74%                     |
| Tucumán             | 217.874       | 71.88%        | 76.059         | 25.09%         | 8.752         | 3.03%         | 303.124       | 97.89%        | 6.545         | 2.11%         | 362.393                    | 85.45%                     |
| Chaco               | 122.304       | 82.39%        | 21.303         | 14.56%         | 4.466         | 3.05%         | 146.295       | 97.92%        | 4.642         | 3.08%         | 213.289                    | 70.76%                     |
| La Pampa            | 44.370        | 72.65%        | 15.319         | 25.08%         | 1.381         | 2.27%         | 61.070        | 96.73%        | 2.591         | 4.07%         | 82.335                     | 77.32%                     |
| Formosa             | 23.473        | 81.03%        | 5.228          | 18.05%         | 272           | 0.92%         | 28.969        | 98.49%        | 445           | 1.51%         | 40.468                     | 75.32%                     |
| Misiones            | 51.018        | 76.01%        | 15.251         | 22.72%         | 850           | 1.27%         | 67.119        | 98.80%        | 815           | 1.20%         | 94.277                     | 72.06%                     |
| Río Negro           | 37.529        | 73.16%        | 13.193         | 25.72%         | 357           | 1.12%         | 51.299        | 98.31%        | 880           | 1.69%         | 69.686                     | 74.87%                     |
| Neuquén             | 22.493        | 80.93%        | 5.322          | 17.64%         | 431           | 1.43%         | 30.162        | 98.46%        | 471           | 1.54%         | 40.294                     | 76.02%                     |
| Chubut              | 15.976        | 76.67%        | 4.560          | 21.89%         | 300           | 1.44%         | 20.836        | 98.65%        | 285           | 1.35%         | 30.955                     | 68.23%                     |
| Santa Cruz          | 3.549         | 69.51%        | 1.532          | 30.00%         | 25            | 0.49%         | 5.106         | 98.25%        | 91            | 1.75%         | 7.834                      | 66.34%                     |
| Comodoro Rivadavia  | 12.890        | 78.93%        | 3.261          | 19.97%         | 180           | 1.10%         | 16.331        | 97.59%        | 403           | 2.41%         | 24.042                     | 69.60%                     |
| Tierra del Fuego    | 434           | 62.99%        | 252            | 36.57%         | 10            | 0.44%         | 689           | 96.09%        | 28            | 3.91%         | 1.302                      | 55.07%                     |
| Total               | 4.994.106     | 64.52%        | 2.493.422      | 32.22%         | 252.411       | 3.26%         | 7.739.940     | 97.89%        | 152.422       | 2.11%         | 9.222.075                  | 85.58%                     |